# Cesare Rinaldi
Cesare Rinaldi (1559–1636) fue un poeta italiano. Se puso música a sus versos en forma de madrigales por parte de Salamone Rossi y del círculo de la Corte de Gonzaga en Mantua. También escribió versos alabando a compositores, como Alessandro Striggio.

## Obras
- Delle rime di Cesare Rinaldi bolognese: parte sesta al sereniss. Sig. don Cesare d'Este duca di Modona impresora Gio. Rossi, 1598 - 129 páginas.

## Poesías compuestas como madrigales
- Donna se voi m'odiate - compuesto por Alfonso Ferrabosco
- Por no mi dir ch'io moia - compuesto por Michelangelo Rossi